# Lista de ases a jato da Alemanha na Segunda Guerra Mundial

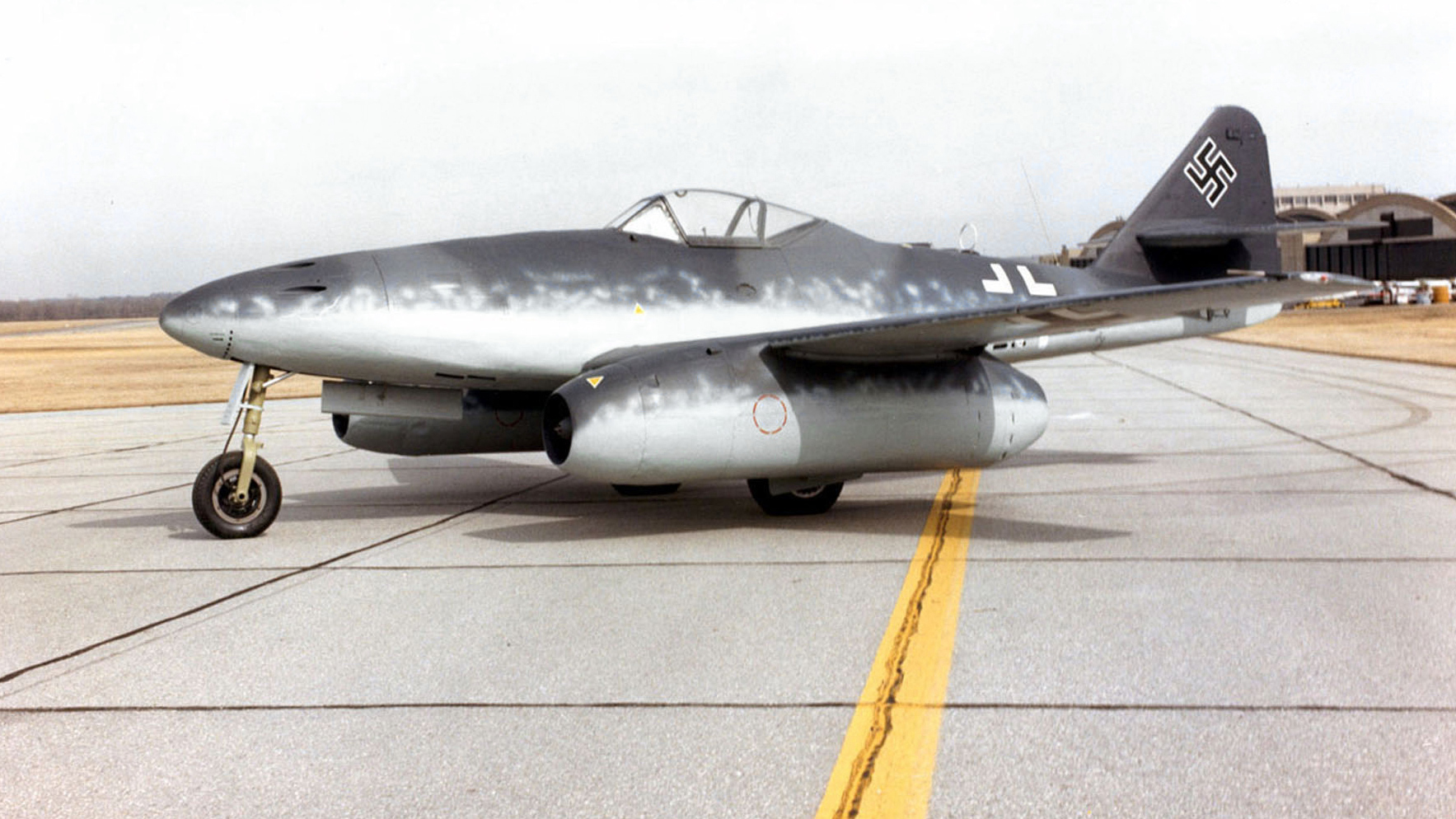
Um Messerschmitt Me 262.

Esta é uma lista dos pilotos alemães que se tornaram ases da aviação pilotando aviões a jacto durante a Segunda guerra Mundial.
Um ás da aviação é um piloto de aeronaves que abateu cinco ou mais aeronaves inimigas durante um combate aéreo (apesar de os alemães colocarem a fasquia apenas a partir da décima aeronave abatida). Cada aeronave abatida é referida como uma "vitória". Durante a Segunda Guerra Mundial, centenas de pilotos da Luftwaffe conseguiram alcançar este feito, pilotando aviões convencionais a pistão. Contudo, apenas 28 pilotos conseguiram abater cinco ou mais aeronaves inimigas a bordo de aeronaves a jacto.
Uma aeronave a jacto foi usada pela primeira vez em combate durante a Segunda Guerra Mundial; a aeronave era um Messerschmitt Me 262 A-1a e o seu piloto era o alemão Alfred Schreiber, e o inimigo atacado foi um Mosquito PR XVI do Esquadrão N.º 540 da Força Aérea Real, enquanto sobrevoava os Alpes, no dia 26 de Julho de 1944.
Embora seja referida como a primeira vitória da história por um avião a jacto, o Mosquito danificado conseguiu voltar para uma base dos aliados na Itália, ficando apenas destruído quando falhou a aterragem. Assim, a primeira vitória de facto (com a confirmação da destruição da aeronave inimiga no momento) foi outro Mosquito, também do Esquadão N.º 540, que foi abatido por Joachim Weber, em Ohlstadt, no dia 8 de Agosto de 1944.
Entre 1944 e 1945, a Luftwaffe incorporou nas suas fileiras três novos tipos de aeronaves (duas a jacto e uma a foguete). Além do Me 262, o jacto Heinkel He 162 "Volksjäger" e o Messerschmitt Me 163 "Komet" com motor a foguete foram as outras duas aeronaves revolucionárias; contudo, nestas duas aeronaves, nenhum piloto conseguiu alcançar o estatuto de ás, fazendo com que todos os ases tenham alcançado o feito a bordo de um Messerschmitt Me 262.

## Ases a jacto
Esta cor, juntamente com um * (asterisco), indica que o piloto ou foi morto em combate ou faleceu em algum tipo de acidente aéreo.
Está lista está inicialmente classificada pelo número de vitórias.
| Nome                  | Posto           | Vitórias pilotando jactos | Unidade                     | Total de vitórias | Notas |
| --------------------- | --------------- | ------------------------- | --------------------------- | ----------------- | --- |
| Kurt Welter           | Oberleutnant    | 20+[a]                    | Kommando Welter, 10./NJG 11 | 63                | Várias fontes apontam para mais de 20 vitórias, porém apenas estas têm confirmação documental. Possivelmente o maior ás a jacto de todos os tempos.                                                                         |
| Heinrich Bär          | Oberstleutnant  | 16                        | EJG 2, JV 44                | 220               | Começou a combater em Março de 1945, e a sua primeira vitória concretizou-se a 19 de Março. |
| Franz Schall*         | Hauptmann       | 14+                       | Kdo Nowotny, JG 7           | 137               | Várias fontes apontam para mais de 14 vitórias, porém o número exacto é incerto. Faleceu num acidente aéreo a 10 de Abril de 1945                                                                                           |
| Hermann Buchner       | Leutnant        | 12                        | Kdo Nowotny JG 7            | 58                | |
| Georg-Peter Eder      | Major           | 12                        | Kdo Nowotny JG 7            | 78                | Ferido a 16 de Fevereiro de 1945 |
| Erich Rudorffer       | Major           | 12                        | JG 7                        | 222               | |
| Karl Schnörrer        | Leutnant        | 11                        | EKdo 262 Kdo Nowotny JG 7   | 46                | Ferido a 30 de Março de 1945 |
| Erich Büttner*        | Oberfeldwebel   | 8                         | EKdo 262 Kdo Nowotny JG 7   | 8                 | Morto em combate a 20 de Março de 1945 |
| Helmut Lennartz       | Feldwebel       | 8                         | EKdo 262 Kdo Nowotny JG 7   | 13                | Primeiro vitória de um avião a jacto sobre um B-17 Flying Fortress, a 15 de Agosto de 1944. |
| Rudolf Rademacher     | Leutnant        | 8                         | JG 7                        | 126               | |
| Walter Schuck         | Oberleutnant    | 8                         | JG 7                        | 206               | |
| Günther Wegmann       | Oberleutnant    | 8                         | EKdo 262 JG 7               | 14                | Ferido a 18 de Março de 1945 |
| Hans-Dieter Weihs     | Leutnant        | 8                         | JG 7                        | 8                 | Colisão aérea com Hans Waldmann a 18 de Março de 1945. Waldmann faleceu. |
| Theodor Weissenberger | Major           | 8                         | JG 7                        | 208               | |
| Alfred Ambs           | Leutnant        | 7                         | JG 7                        | 7                 | |
| Heinz Arnold*         | Oberfeldwebel   | 7                         | JG 7                        | 49                | Morto em combate a 17 de Abril de 1945 O Me 262 A-1a W.Nr.500491 da II./JG 7, com as marcas das suas vitórias pessoais, encontra-se em exposição no museu Smithsonian Institution, em Washington, D.C., nos Estados Unidos. |
| Karl-Heinz Becker     | Feldwebel       | 7                         | 10./NJG 11                  | 7                 | |
| Adolf Galland         | Generalleutnant | 7                         | JV 44                       | 104               | Incumbido de criar a JV44 em Março de 1945. Ferido em combate a 26 de Abril de 1945. |
| Franz Köster          | Unteroffizier   | 7                         | EJG 2 JG 7 JV 44            | 7                 | |
| Fritz Müller          | Leutnant        | 6                         | JG 7                        | 22                | |
| Johannes Steinhoff    | Oberst          | 6                         | JG 7 JV 44                  | 176               | Ferido a 18 de Abril de 1945 |
| Helmut Baudach*       | Oberfeldwebel   | 5                         | Kdo Nowotny JG 7            | 20                | Morto em combate a 22 de Fevereiro de 1945 |
| Heinrich Ehrler*      | Major           | 5                         | JG 7                        | 206               | Morto em combate a 4 de Abril de 1945 |
| Hans Grünberg         | Oberleutnant    | 5                         | JG 7 JV 44                  | 82                | |
| Joseph Heim*          | Gefreiter       | 5                         | JG 7                        | 5                 | Morto em combate a 10 de Abril de 1945 |
| Klaus Neumann         | Leutnant        | 5                         | JG 7 JV 44                  | 37                | |
| Alfred Schreiber*     | Leutnant        | 5                         | Kdo Nowotny JG 7            | 5                 | Primeiro ás a jacto da história Faleceu num acidente aéreo a 26 de Novembro de 1944 |
| Wolfgang Späte        | Major           | 5                         | (JG 400) JV 44              | 99                | |